# Episodi de I gemelli Edison (terza stagione)
La terza stagione della serie televisiva I gemelli Edison è stata trasmessa in anteprima in Canada dalla CBC Television tra il 6 aprile 1985 e il 5 ottobre 1985.
| nº | Titolo originale               | Titolo italiano | Prima TV Canada   | Prima TV Italia |
| -- | ------------------------------ | --------------- | ----------------- | --------------- |
| 1  | Bases Loaded: One Girl Out     |                 | 6 aprile 1985     |                 |
| 2  | Running on Empty               |                 | 20 aprile 1985    |                 |
| 3  | Let Them Eat Cake              |                 | 4 maggio 1985     |                 |
| 4  | Monkey in the Middle           |                 | 18 maggio 1985    |                 |
| 5  | Everyone a Rembrandt           |                 | 1º giugno 1985    |                 |
| 6  | Darkness at Noon               |                 | 15 giugno 1985    |                 |
| 7  | Home Sweet Home                |                 | 6 luglio 1985     |                 |
| 8  | Robbers and Robots             |                 | 20 luglio 1985    |                 |
| 9  | Mind and Body                  |                 | 4 agosto 1985     |                 |
| 10 | My House Is Your House         |                 | 17 agosto 1985    |                 |
| 11 | The Case of the Missing Guitar |                 | 1º settembre 1985 |                 |
| 12 | The Case of the Odd Job        |                 | 21 settembre 1985 |                 |
| 13 | The Final Mystery              |                 | 5 ottobre 1985    |                 |